# آيت سعدلي ملوية (آيت سعدلي)
آيت سعدلي ملوية هي إحدى مشيخات المملكة المغربية، تتبع جغرافيا لإقليم خنيفرة وإداريًا لآيت سعدلي. يقدر عدد سكانها بـ 2621 نسمة حسب الإحصاء الرسمي للسكان والسكنى لسنة 2004.